# Won (munt)
De won is de munteenheid van Noord-Korea (Noord-Koreaanse won) en Zuid-Korea (Zuid-Koreaanse won).
Voor de Japanse bezetting van Korea was de Koreaanse won de munteenheid van Korea van 1902 tot 1910.